# Spermalieabdij
De Spermalieabdij is een voormalige cisterciënzerinnenabdij in de West-Vlaamse plaats Sijsele, gelegen aan de huidige Spermalieweg 25. 

## Geschiedenis
Omstreeks 1200 werd nabij Slijpe door de edelvrouwe Gela een kapel opgericht die gewijd was aan Sint-Pieter. De bedoeling was om een klooster te stichten op pas ingepolderd gebied (nieuwland) gelegen op de rechteroever van de IJzer. Dit klooster werd de Nieuwlandabdij genoemd en hier ontstond ook het dorp Sint-Pieters-Kapelle, oorspronkelijk Honkevliet genaamd.
In 1235 werd het klooster een cisterciënzerabdij. Tussen 1241 en 1243 werd deze abdij naar Sijsele overgebracht, waar de grafelijk ambtenaar Egidius van Breedene zijn domein, genaamd Spermalie, ter beschikking stelde. De naam Spermalie is afgeleid van spaermaelghen, wat drooggelegd moeras betekent.
Van 1247-1257 werd een nieuw klooster met kerk gebouwd op het domein Spermalie. Het klooster reeg de naam Nieuw Jeruzalem of Beata Maria de Jerusalem. In deze eeuw werden ook inpolderingswerkzaamheden verricht, zoals de Spermaliepolder en omstreeks 1300 werd een abdijhoeve gebouwd.
In 1578 werd de abdij verwoest door de Geuzen. Ook de Sint-Martinuskerk werd toen verwoest. Een nieuwe kerk werd gebouwd met materiaal dat van de verwoeste abdij afkomstig was. De zusters waren naar Brugge gevlucht, waar ze in 1600, als Zusters van de Kindsheid van Maria ter Spermalie, het -nu nog als Instituut Spermalie bestaande- Cisterciënzerinnenklooster van Spermalie stichtten.
De huidige Spermaliehoeve is een 17e- en 18e-eeuws hoevecomplex, gelegen op de plaats van de voormalige abdijhoeve.

## Gebouwen
De abdij was een groot omgracht complex met een stenen poortgebouw, een wijngaard, een korenmolen en een oliemolen (de Spermaliemolen). Ook waren er werkplaatsen, keukens, boerderijgebouwen, een rosmolen en een duiventoren.
Nadat de abdij verwoest was bleef de abdijhoeve bestaan. Deze werd gepacht door een landbouwer. Het huidige woonhuis dateert van 1777, en toen zou ook de huidige lindeboom zijn geplant, nadat de vorige in 1776 door bliksem was getroffen. In 1780 werd een nieuwe schuur gebouwd.
In 1796 werd de abdij formeel opgeheven door de Fransen. De goederen werden verkocht en de toenmalige pachter verkreeg de hoeve in eigendom. In 1943 werden enkele bijgebouwen toegevoegd en in 1947 werden de restanten van het voormalige nonnenhuis geruimd. In 1954 werd met materiaal van de fundamenten een gedachteniskapel gebouwd op de hoek Spermalieweg/Stationsstraat.
Van 1970-1976 werden opgravingen verricht op het terrein van de voormalige abdij. Er werden fundamenten, bouwresten, aardewerkscherven en dergelijke blootgelegd. 